# 修学旅行
修学旅行（しゅうがくりょこう）は、日本の初等教育・中等教育の諸学校（特別支援学校を含む）における学校行事（教育課程）の一つとして、教職員の引率のもとに児童、生徒が集団で見学・研修等をするための宿泊を伴う旅行。特に「宿泊を伴うこと」「行き先がある程度遠隔地であること」で遠足や社会科見学とは区別され、「宿泊施設が野営地ではないこと」で野外活動と区別される。広義の校外学習（または校外教育）の一種である。

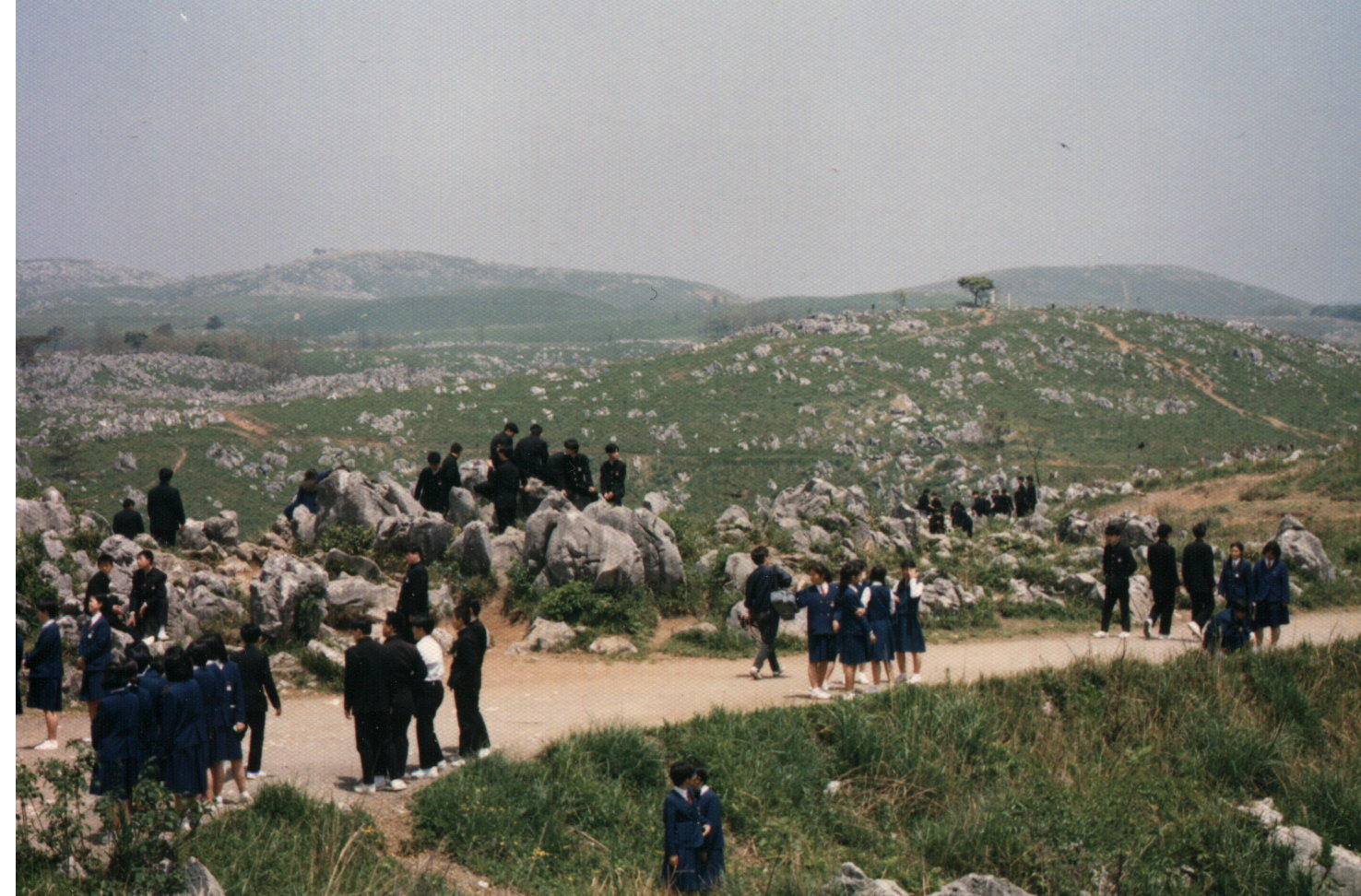
修学旅行の風景の一例（山口県・秋吉台）

## 概要
学習指導要領においては、特別活動のうちの学校行事の一つとして、小学校では「遠足・集団宿泊的行事」、中学校及び高等学校では「旅行・集団宿泊的行事」に分類され、共通のねらいとして「平素と異なる生活環境にあって、見聞を広め、自然や文化などに親しむとともに、よりよい人間関係を築くなどの集団生活の在り方や公衆道徳などについての体験を積むことができるようにすること」とされている。
主に学年単位で実施され、多くは最終学年で行われるが、中学校や高等学校では2年時に行われることも多い（最終学年は入学試験・入社試験など進路に関わる行事が控えているため）。
学校行事としての修学旅行の始まりは明治時代に遡る。その実質的な歴史的起源は、1886年（明治19年）2月に東京師範学校（現・筑波大学）が実施した「長途遠足」であり、「修学旅行」という名称も、同校が1886年中に独自に使用しはじめた造語である。
日本以外では、台湾、韓国に日本の統治時代（植民地教育）の名残として存在し、中国でも実施されている。ヨーロッパ諸国などでも泊まりがけの旅行は学校行事として存在し、ドイツ・ベルリンの学生たちがポーランドの海岸で1週間を過ごすことを背景とした映画『同級生の旅行』（2002年）も制作されている。
旅行費用は高額になるため、毎月の授業料と同時に「積み立て金」として少額ずつ払うケースが多い。

## 歴史
近代教育史上、類似する校外学習的事例としては、1877年（明治10年）の設立当初から東京大学で実施されていた各学部教員・生徒らによる動植物採集・地質調査・貝塚発掘などの専門教育としての「実地研究旅行」や、1881年（明治14年）に栃木県第一中学校（現・栃木県立宇都宮高等学校）の生徒らが教員の引率で第二回内国勧業博覧会（東京・上野公園）を観覧したという単発的事例などがあるが、定期的な学校行事として、今日に至る「修学旅行の嚆矢」とされているのは、兵式体操導入を契機として実施された東京師範学校（日本初の官立教員養成機関）による軍隊式の「長途遠足」である。
この遠足については、当時の新聞や教育雑誌で多くの事前事後報道がなされ、『大日本教育会雑誌』第30号（1886年4月）掲載の最も整備された報告日誌「東京師範学校生徒長途遠足」によれば、1886年（明治19年）2月15日〜25日、同校男子師範生徒99名は「戎装」＝軍装で、「銃器及ヒ背嚢外套毛布ヲ附着シ、数部ノ兵書及ヒ靴、靴下シャツノ着代ヘ等数品」を携えて、東京〜千葉県銚子間を往復行軍したという（兵式及び学術教員・職員を含め総勢121名）。その実施にいたる経緯は、同校監督を兼任した初代文部大臣・森有礼による師範教育改革において、兵式体操などの軍隊的規律訓練が過度に導入されることに抵抗した高嶺秀夫校長及び教員らが、当初予定されていた行軍・発火演習に「諸学科ヲ実地ニ研究」する要素（気象観測・測量・動植物採集・写生・名所見学・貝塚採集・学校参観など）を採り入れたとされる。それら実地研究は、当時の教員らにとっては各専門領域の基礎的実習であり、また高嶺秀夫が主導していた開発主義教育（実物教授）によって必然化された方法的実践であり、かつ教材としての実物資料の発見収集という当時の師範教育特有の技術的実習を兼ねていた。
「修学旅行」という名称の初出は、『東京茗溪会雑誌』第47号(1886年12月) 掲載の報告書「高等師範学校生徒第二回修学旅行概況」であり、これは東京師範学校が師範学校令により高等師範学校に改編後の1886年8〜9月､男子師範学科生徒が長途遠足と同形式で下野地方（塩原・日光）へ旅行した過程と成果を詳細にまとめたものである（「第二回」とは長途遠足を第一回とみなしたことを示す）。この後、翌1887年（明治20年）3月に同校は正式に修学旅行の実施期間を定め、実際、当時の報道によれば、同年2月には鎌倉・駿州地方へ、8〜9月には長野・山梨・静岡・神奈川を縦断、88年3月には再び房総へ、同年7〜8月には群馬・新潟・福島地方へと、継続的に実施された。ただし、すでに1887年末には「一泊以上の行軍は、夏冬両季休業中、及び春期試験の後に限り、これは学術研究旁々することとして、兵式体操の用具を携帯せしめず、常時臨時に於てするものは総て一泊がけ若くは一日往復と定めて、兵式教師の引率に任ず」と改め、1888年以降は学術研究としての修学旅行と兵式体操としての行軍演習とが事実上分離された。
一方、女子生徒による修学旅行もまた、高等師範学校の女子師範学科（現・お茶の水女子大学）によって1887年の夏季休業中に千葉県へ向け実施されており、修学旅行とは明記されていないが、『教育報知』第79号（1887年8月）は、「高等師範学校女子部の遠足」という見出しで「避暑傍ら地理博物等実地研究のため上総鹿野山地方へ、去九日出発し凡そ二週日間の遠足」と報じている。女子生徒は兵式体操とは無縁であったことから、この遠足は専ら学術研究を目的とする文字通りの修学旅行であり、同校男子生徒のそれを先取りしていた。

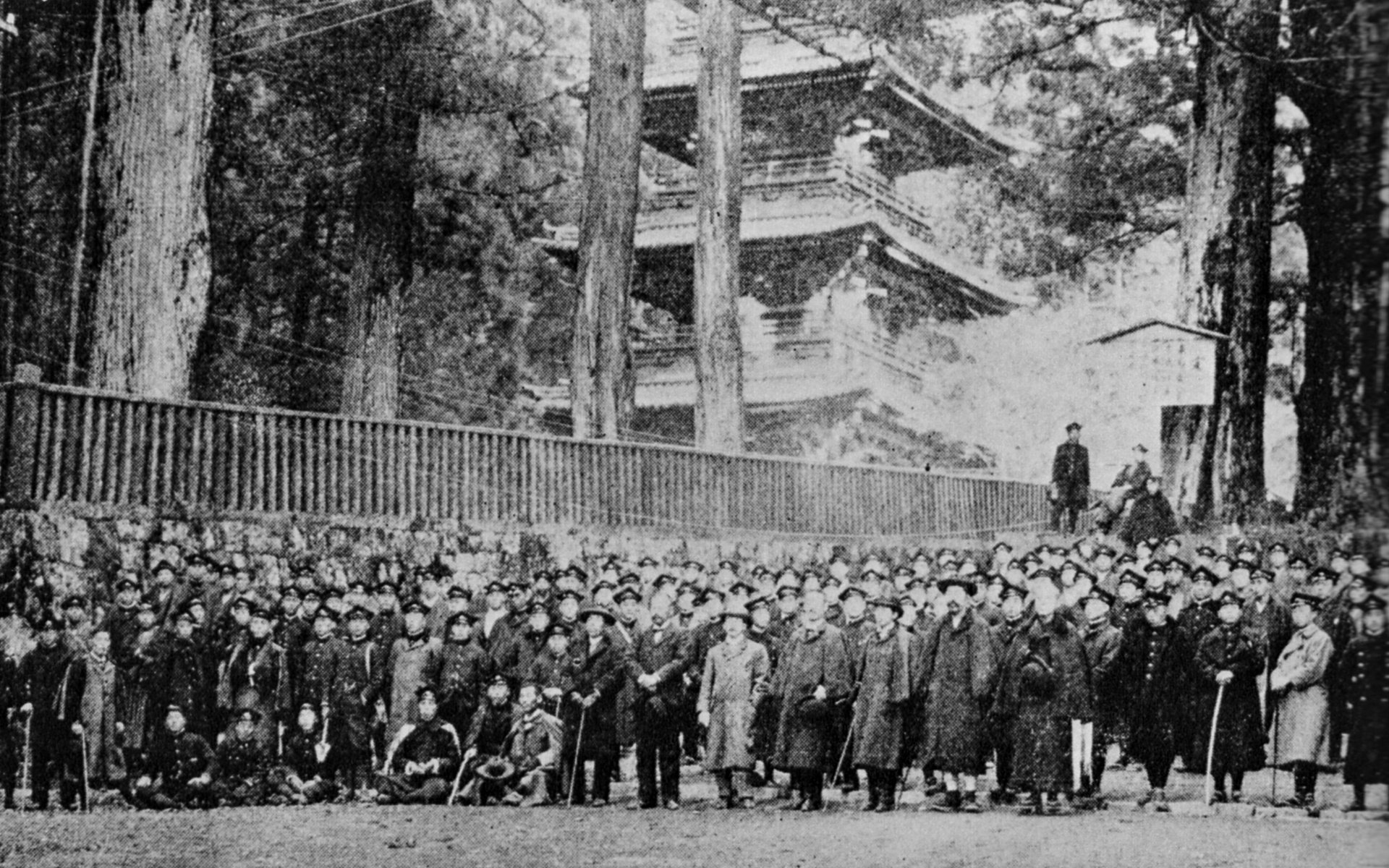
明治大学高等予科の修学旅行
（1904年11月、日光東照宮門前）

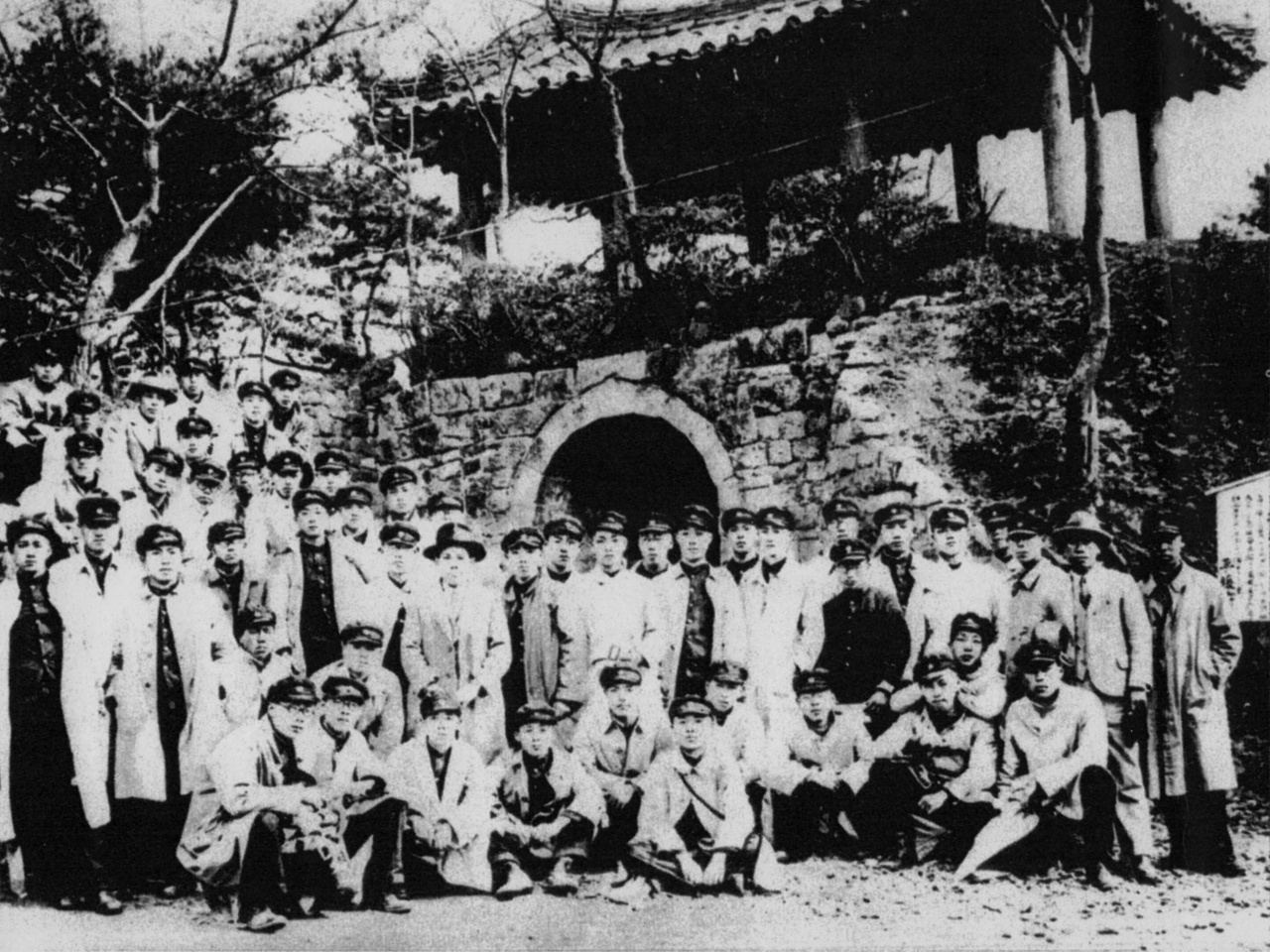
京都市立第一工業学校の修学旅行
（1933年、平壌玄武門）

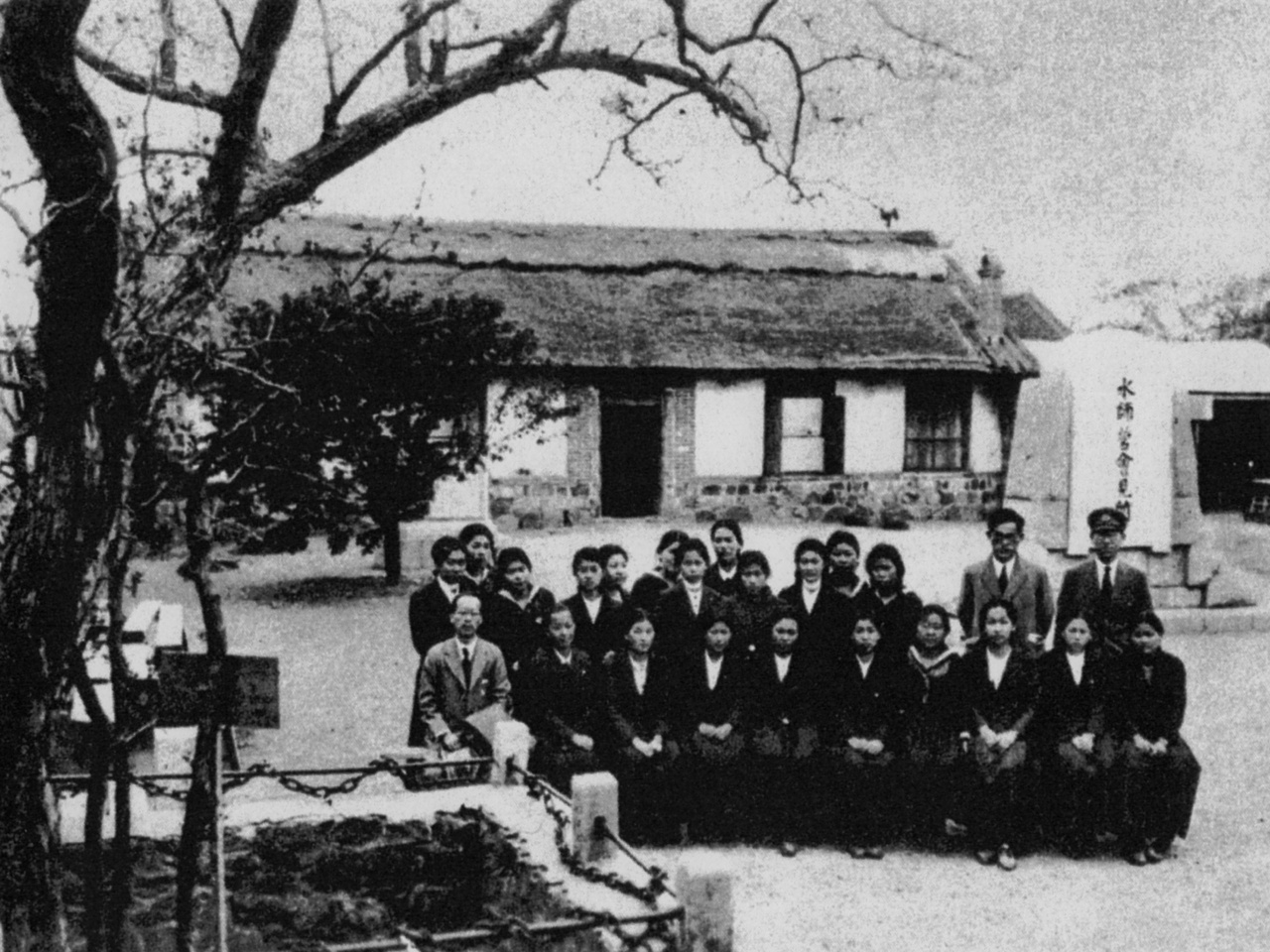
山口高等女学校高等科の修学旅行
（1937年、水師営会見所）

1886年の尋常師範学校及び尋常中学校等の体操科への兵式体操の正式導入とともに、1887年以降、長途遠足をモデルとした集団旅行も府県尋常師範学校を中心に急速に普及し、文部省もその師範教育における有益性を追認した。文部省が尋常師範学校の行事としての修学旅行を法令上に明記したのは、1888年（明治21年）の「尋常師範学校設備準則」であり、末尾に列挙された諸支出項目に「修学旅行」を掲げ、「修学旅行ハ定期ノ仕業中ニ於テ一ヶ年六十日以内トシ可成生徒常食費以外ノ費用ヲ要セサルノ方法ニ依リテ之ヲ施行スヘシ」と経費上の実施基準（制約）を示した。ちなみに、1883年段階で東京師範学校が生徒に支給した学資金は一ヶ月6円、そこから月々食料費として3.25円（一日当たり約10銭）を徴収した。高等師範学校では1898年段階で被服費とは別に一日当たり14.5銭の割合で食費を月々支給、修学旅行時は食費の代わりに旅費が支給され、府県の財政に左右される尋常師範学校に比べ恵まれていた。
1896年（明治29年）には、長崎県立長崎商業学校（現・長崎市立長崎商業高等学校）が上海（当時は清国）への修学旅行を敢行しており、日本初の海外修学旅行とされている。
1890年代以降、修学旅行が中等教育の諸学校を中心に全国的に普及する一方、文部省普通学務局（澤柳政太郎局長）は時間と費用の空費となりかねない修学旅行の目的、旅行先の適否、適切な事前事後教授の方法について指針を示すべく、1900年（明治33年）に参考図書『独国ノ修学旅行』を編集発行した（12月12日普通学務局通牒にて中等学校への配布依頼）。ドイツの教育旅行を参考とした同書では、「修学旅行トハ全校生徒ガ一人以上ノ教師ノ指導ノ下ニ少クトモ二日（宿泊ヲナシテ）旅行シテ体育知育情育意育ニ等シク益セシメルコトヲイフ」と定義され、ドイツの教育学者クリスティアン・ゴットヒルフ・ザルツマンがシュネッフェンタールの学校で1784年から1803年まで数回実施したモデルが紹介された。
19世紀末〜戦前期には、鉄道の普及と団体割引料金導入などのインフラ整備も進み、高等小学校にいたるまで修学旅行が学校行事として定着していった。1940年（昭和15年）6月の文部省による修学旅行制限の通牒、戦時体制に伴う1943年（昭和18年）以降の実質的禁止まで、戦前には、伊勢神宮、橿原神宮、厳島神社、金刀比羅宮といった国家神道教育に通じる神社を目的地とする参宮旅行が盛んに行われた。これらは敬神思想の啓蒙を目的とするもので、現在のような古美術観光も一部で行われてはいたものの、1940年以前の修学旅行のガイドブックでは古美術観光を取り入れた事例は目立たず、一般的とは言えなかった。{{また、旧制の高等商業学校では、「海外に雄飛する人材の育成」を標榜していたことから、朝鮮半島や満蒙地域など東アジアへの、いわゆる満鮮旅行（満韓旅行）を実施し、東亜同文書院のように旅行後学生に報告書の提出を求めるケースもあった}}。
太平洋戦争後は、1946年（昭和21年）に大阪市立東高等女学校（現・大阪市立東高等学校）が九州・阿蘇への修学旅行を再開したのが始まりとされる。本格的な再開は1950年代以降で、同時に古美術観光が積極的に取り入れられている。修学旅行関係者のための専門誌として発行された機関紙『修学旅行』（日本修学旅行協会発行）では、古美術観光を修学旅行に組み込むことが奨励され、教師向けに各社寺が持つ所蔵古美術品の解説、写真を用いた事前指導、現地での実地指導例、古美術見学の教育理念などが取り上げられている。この転換の理由は、1950年代半ばの社寺観光ブームや、戦前の参宮旅行のような国家主義教育否定の方針、交通の利便性や団体宿泊の受入れ環境などを考えあわせた場合、旅行先は必然的に京都・奈良中心にならざるを得なかったためと考えられる。また、1970～1980年頃までは、現在のように交通インフラが多様化していなかったため移動手段には専ら鉄道が利用され、あらかじめ専用列車のダイヤを決めて数校の修学旅行客輸送を一括して請け負う修学旅行者専用列車の設定も見られた（詳しくは修学旅行列車を参照）。その後、私立高校では1970年代後半以降、国立高校・公立高校においても1990年代後半以降には航空機を利用するケースも増え、特に私立高校では1980年代後半以降、海外旅行を選択する学校が増加した。
全国修学旅行研究協会は、2021年度に全国の中学校、高等学校で実施された修学旅行の実態を調査し、「2021（令和3）年度　コロナ禍と修学旅行」にまとめた。それによれば修学旅行の実施率は中学校で85.4％、高等学校で76.1％となり、2020年度のそれぞれ56.0％、31.3％から上昇した。
　2020年度の修学旅行は、新型コロナウイルス感染症の世界的な拡大により影響を受け、多くの学校で中止された。特に海外への修学旅行は皆無となった。全国中学校の修学旅行実施校は8544校、実施率は85.4％だった。うち公立中学校の修学旅行実施校数は8134校で実施率は88.1％、私立中学校の修学旅行実施校数は410校で、実施率は52.7％だった。全国で89万7043人（公立85万6320人、私立4万723人）の生徒が参加し、参加率は83.9％だった。全国高等学校の修学旅行実施校は3727校、実施率は76.1％だった。うち公立高等学校の修学旅行実施校数は2817校で実施率は79.2％、私立高等学校の修学旅行実施校数は910校で、実施率は67.9％だった。

## 修学旅行先の地域
小学校
地元から比較的近い観光地への旅行が主流である。
たとえば南関東（千葉県東部・南部を除く）ならば日光・那須・箱根・伊豆・山梨県・長野県などが多く、
北関東や甲信地方（長野県南部を除く）や千葉県東部・南部、静岡県東部からは東京や神奈川県（横浜・鎌倉・江ノ島）などに行く場合が多い。
長野県南部や静岡県西部や岐阜県飛騨からは愛知県（名古屋市・犬山市・知多半島etc）に行かれる傾向が多い。
福井県・中京圏・和歌山県・北近畿・兵庫県西部・鳥取県・岡山県・四国地方（愛媛県は東予3市のみ）ならば京都・奈良・大阪が多い。
滋賀県・京都府南部・大阪府（後述の北部15市を除く）・兵庫県（姫路市以東の県南部）からは三重県伊勢志摩が多い。集団での入浴を目的として温泉のある地域を選ぶ場合も多い。
大阪府北部15市（北摂のうち郡部を除く7市、北河内の全7市、東大阪市）と奈良県の大半は平和学習の一環として山陽新幹線を利用して広島市へ行かれる傾向が多く、小学校の修学旅行にしては異例の長距離移動となる。奈良県でも吉野・宇陀方面の小学校はバスで伊勢志摩方面の傾向が強い。
広島県からは北に隣接する島根県へ行かれる傾向が多いが、島根県が東西に細長いから、島根県東部コース（松江市・出雲市etc。学校により鳥取県西部の境港市や大山へも）の小学校か、島根県西部コース（浜田市・益田市・津和野町etc。学校により山口県萩市へも）の小学校へ分かれる傾向。
島根県、山口県、愛媛県（東予3市を除く）、九州地方本土（除く鹿児島県）では平和学習の一環として広島市か長崎市のいずれかへ行く場合も少なくない。
鹿児島県本土の場合は熊本県あるいは宮崎県と南九州完結となることがほとんどである。
東北地方と新潟県の場合、秋田県や岩手県や福島県（北東部を除く）からは宮城県（仙台市、松島）が、宮城県や山形県や新潟県本土からは福島県会津若松市が多い傾向。
青森県からは函館市（八戸地区からは岩手県盛岡市）が多い傾向。
北海道、富山県、石川県、沖縄県、離島（除く瀬戸内海）の多くは1都道県内完結となることがほとんどである。
南関東の一部や北陸地方の一部は小学校の修学旅行を修学旅行と呼ばず、移動教室と呼ぶ。
中学校
北海道の学校は道内の主要都市（主に札幌や函館）へ、東北地方や中京圏の学校は首都圏へ、近畿地方の学校はスキー授業の一環で岐阜県飛騨地方（高山市・下呂温泉等）や平和学習の一環で広島県西部へ、首都圏・中部地方東部・北陸地方（除く新潟県）・中国地方地方西部・愛媛県・九州地方（除く鹿児島県）の学校は近畿地方へ行く場合が多い。
また、鹿児島県本土の場合は北部九州周遊（主な行き先は福岡県・長崎県あるいは大分県）となる学校がほとんどを占めていたが、九州新幹線開業以降は九州新幹線沿線を中心に山口県や広島県（行き先は広島県の場合、宮島・原爆ドームが主）まで足を伸ばす学校も徐々に増えつつある。
修学旅行での主な見学地としては、首都圏及び関東方面では、日光、皇居前広場・国会議事堂・羽田空港（以上1970年代）、東京ドームシティや東京ディズニーリゾートなどのテーマパーク、東京タワー・横浜みなとみらい21・東京スカイツリーなどのランドマーク、東京証券取引所・日本銀行本店といった日本の政治・経済・文化を象徴するスポットが多い。
関西では京都・奈良の法隆寺・東大寺・興福寺・薬師寺・清水寺・金閣寺・平等院・三十三間堂・京都御所・奈良公園などの仏閣や歴史的建築物が挙げられる。また、近年ではユニバーサル・スタジオ・ジャパンの開業に伴い大阪へ、あるいは防災学習を目的として阪神・淡路大震災の被災地である神戸へ行く学校も増えている。
私学では近年、航空機を利用して北海道や沖縄に行くケースも多い。北海道方面では、開拓初期の歴史的建造物（札幌市時計台、北海道庁赤レンガ庁舎、北海道大学構内など）やさっぽろテレビ塔、小樽運河、函館の元町地区、五稜郭、富良野・美瑛のラベンダー畑などが多い。
一方、物見遊山ではなく字義通り「学を修める」活動を主目的として、旅行先でフィールドワークや地域調査、取材活動等を行いレポートにまとめる活動をしている学校（筑波大学附属中学校や愛知教育大学附属岡崎中学校など）もあり、伝統ある形態が現在も受け継がれているところもある。
日本修学旅行会調べ：修学旅行先は、2019年度は1位京都、2位奈良、3位東京、4位大阪、5位千葉、6位沖縄、7位広島、8位神奈川、9位長崎、10位福岡、2020年度は1位京都、2位奈良・山梨、4位長野、5位北海道・三重、7位栃木、8位静岡、9位岩手、10位兵庫・長崎であった。
高等学校
公立・私立を問わず東京や近畿が長く主流だったが、近年は、自然体験や太平洋戦争の追体験を目的として、北海道・広島・長崎・沖縄などを旅行先として選択する学校が多い。また、四国や九州など雪のほとんど降らない地方では、体験学習としてスキー教室を実施している学校もある。
1990年代以降、日本国内だけではなく、ハワイ、アメリカ西海岸、英国、韓国、台湾などの日本国外への修学旅行も増えている。特に私立では、国外への修学旅行を学校の宣伝材料としている場合も多い。
公立でも地理的に朝鮮半島に近い九州や山口県の学校では、韓国に行く学校も多い。
神社仏閣などは、特定の宗教に対する特別扱いではないかという意見もあることから、そういった場所を選択する学校は公立校を中心に減少傾向にある。しかし、歴史を学ぶ目的や観光で訪れることが本当に特定宗教の特別扱いになるのかという点では反対意見もある。
中学校以上では、小グループによる官庁や出版社・新聞社、テレビ局などへの見学も行われるようになっており、それらを職場として理解する進路学習を目的とする場合が多い。また一部の高校では進学先理解のために大学や研究施設を見学先とする例もある。これらは主に大都市圏外の学校が大都市圏を見学先とする場合に多いが、逆に大都市圏の学校においては、農業などの大都市圏外の産業・社会・文化に理解を深めるために、遠隔地（たとえば東京周辺の学校において、東北地方北部などへ）の農業体験を行う例も存在する。
国際的な博覧会の開催年に修学旅行が実施される場合、その観覧がメインとなることも多い（1970年の大阪万博、1985年のつくば科学万博、1990年の大阪花博、2005年の愛・地球博、2025年の大阪・関西万博など）。その場合、サブの見学地として会場周辺地域の観光地・産業施設などが充てられることも多い。
東北地方太平洋沖地震（東日本大震災）のような大規模災害が発生した後に、その被害・復興状況などを学習・体験するため被災地へ赴く学校もある（福岡県立修猷館高等学校）。
日本修学旅行会調べ：修学旅行先は、2019年度は1位沖縄、2位大阪、3位京都、4位東京、5位奈良、6位千葉、7位北海道、8位兵庫・長崎、10位福岡、2020年度は1位長崎、2位沖縄、3位広島、4位大阪、5位北海道・兵庫、7位福岡、8位京都、9位熊本、10位鹿児島であった。

### 国外への渡航
修学旅行先として日本国外が選択されるケースも増えてきている。目的としては国際感覚を養うなどが挙げられるが、費用は国内よりも高く、安全面での配慮が求められる。
2011年度には全国で737校（国公立304校・私立433校）が実施した。国立高校または公立高校では8.0%、私立高校では32.8%の実施率であった。
私立高校の多い首都圏・大阪府や、地理的に韓国や中国に近い九州地方（山口県・沖縄県を含む）で実施率が高い傾向がある。
2011年度の渡航先割合は東南アジア29.7%、韓国21.2%、北アメリカ17.6%、中国11.8%、台湾8.5%、オセアニア7.7%、ヨーロッパ3.6%。近隣のアジア地域が多いものの、首都圏など大都市圏の私立高校では欧米諸国など遠方に行くケースもある。

## 引率する教職員
引率する教職員は、遠足など他の学校行事での旅行と異なり、学級担任・学年主任・副担任などの当該学年担当の教職員のみならず、校長（時にその代理としての教頭）や、養護教諭が加わることが多い。なお、引率に伴い校長・養護教諭等が不在となる場合は、職務代理者がその校務を代行する。

## 実施基準
公立学校における修学旅行の実施にあたっては、小中学校（都道府県立の中学校を除く）については各市町村または特別区の教育委員会が、高等学校、中等教育学校、特別支援学校及び都道府県立の中学校については各都道府県または政令指定都市の教育委員会がそれぞれ通達により基準を定めている。特に保護者の負担軽減のために旅費の総額に制限を設けたり、旅行期間の上限を設けたりする例が多い。また旅行先を一定の地域に限ったり、総行程（移動距離）に上限を設けたりする例もある。その結果、国立学校または公立学校における修学旅行の旅程は、小学校（義務教育学校を含む）では原則1泊2日、高等学校（中等教育学校を含む）でも5泊6日程度が上限となっている。また日本国外への渡航は原則として高等学校（中等教育学校を含む）に限られており、小中学校で日本国外への修学旅行を実施する例は非常に稀である。
一方で私立学校の場合は上記のような制約を受けないため、小中学校から日本国外へ渡航する例も珍しくない。また旅程も公立学校より長くなる傾向があり、2008年の調査によれば、国立高等学校または公立高等学校で5日間以上の旅程を組んだ学校が23.8%にとどまるのに対し、私立高等学校では53.9%と倍以上の割合となった。

## 意義の再検討

### 実施の意義を問う声
高度経済成長以前、日本の一般家庭の所得水準が低く、高速交通網も未発達で家族旅行自体が稀であった時期は、修学旅行によって見聞を広めることがその基本的な目的とされていた。しかし、所得の上昇、交通インフラの整備などにより、自家用車で頻繁に家族旅行をしたり、海外も含め遠方へ旅行に行く機会も増えてきた頃から、修学旅行の存在意義を問う声も聞かれるようになった。加えて目前に差し迫った進学や就職へのマイナス面を心配する声や、学校や教育委員会と旅行代理店の癒着への批判から、修学旅行を廃止、あるいは廃止を模索する学校が増えてきた。
しかし、「短い学生時代に友人たちと一緒に昼夜を過ごす共同生活の体験をとおし、対人関係の望ましい態度や習慣を身につける」・「実物の資料に触れるなど、平素と異なる生活環境（現地の自然や文化など）に親しむ中から見聞を深める」「集団生活や公衆道徳の在り方について望ましい体験を積む」体験を通し、「多感な世代の人間形成に大切な役割を担う」などの見地から、学校関係者・生徒・保護者のいずれも今のところ修学旅行に肯定的な見方をする者の方が多く、修学旅行そのものの見直しに踏み切った学校は数少ない。ただし、修学旅行という呼称を止めて「宿泊研修」など呼称を変更した学校もある。
なお、低所得世帯、生活保護世帯、ひとり親家庭をはじめとする子どもの貧困が増えたことで、修学旅行積立金の費用捻出が困難となった家庭が珍しくなくなるという観点から、その意義を問う意見もある。
2020年以降はCOVID-19禍の感染防止という観点から、学校側の判断で修学旅行を中止、または日数を短縮するケースが多く見られたが、中止になった修学旅行をそのまま廃止、あるいは廃止を模索する中学校も存在する。

### 修学旅行を廃止した例
修学旅行を廃止した例として、公立では宮城県仙台第二高等学校・茨城県立土浦第一高等学校・富山県立高校の大半の学校・島根県立高校の31校、私立では函館ラ・サール高等学校・私立武蔵高等学校・早稲田大学高等学院などが挙げられる。また、生徒の修学旅行先の不祥事から修学旅行を中止とした学校もある。しかし、この場合も修学旅行に代わる宿泊を伴う校外実習や大学授業体験などの校外学習が行われていることも多い（例：函館ラ・サール→高1の10月に檜山管内の奥尻島にて災害学習。仙台二高→高1の7月に栗駒山を2泊3日で登山）。
また、学年全体での行動ではなく、ある程度のコースを用意し、その中から生徒個々人の希望に応じたコースを選ばせる学校や、修学旅行とは別に希望者のみの海外研修（ホームステイ）などを用意する学校も存在する。

## 欠席・不参加
生徒が体育会系や吹奏楽などの部活動に所属している場合、部全体で練習や試合を優先させるために修学旅行を欠席せざるを得ない場合がある。特に高校野球などの全国大会ないしはそれにつながる大会を控えている場合に多く見られる。
授業を欠席・早退した日が規定日数を上回ったり、定期試験の赤点が多いなど成績不振により、旅行実施の時点で原級留置となるおそれがある場合、修学旅行への参加を認めない学校が多い。
私学など国外を修学旅行先としている学校では、費用と経済上の都合から欠席せざるを得ない生徒も存在するほか、治安などに対する不安から欠席する生徒も存在する。
他にも持病・怪我といった理由や、高所恐怖症等で飛行機に乗れないなどの理由で欠席するケースもある。
いずれの場合も、登校が可能な場合は学校で自習となるケースが多い。

## 安否情報の放送
秋田県では「秋田は農業県、子供は宝」という考えのもと、「初めて外泊する子供が多くその安否を知りたい」という親の気持ちを叶えるために1970年頃から秋田テレビが当時営業部社員だった相澤孝(後の代表取締役社長)の発案で放映を始めた。提供は各学区にあるスーパーや個人商店であることが多い。放映時間はほとんどが夕方に放映され、無事に日程通り行われているときだけ放映されている。秋田テレビと秋田放送の2局と、まれに秋田朝日放送で15秒ほどのCMを放映しており、小学校と中学校の情報が確認できる。
山梨県でも山梨放送とテレビ山梨でそれぞれ、修学旅行安否情報、研修旅行情報として夕方のローカルニュース枠内で修学旅行生の情報を流している。
ラジオ福島でも情報を放送する場合がある。
京都府ではKBS京都では平日の最終ニュース（テレビは月曜日から木曜日は21:55 - 22:00、金曜日は『京bizW』（21:25 - 22:25）枠内内包、ラジオは毎日21:50 - 22:00=野球シーズン中は原則）の中で「修学旅行だより」として京都府内の各学校の修学旅行生の安否放送を長年放送していたが、個人情報の保護や携帯電話の普及などを理由として2009年3月に終了した。
愛媛県ではNHK松山放送局が、1956年より安否確認放送を行っていたことがある（終了時期は不明）。
長崎県では長崎放送が、前身のラジオ長崎時代の1953年9月よりラジオで安否確認放送を行っている。
他の連絡方法として、各地域にある市町村防災行政無線を使用したり、2000年代以降ではコミュニティ放送でも各家庭に知らせる方法をとっているところもある。その他、2010年代以降は個人情報保護の観点に配慮してSNSやLINEなどを利用して安否確認を行う学校も増えている。
放送例
- 「○○小学校修学旅行団は全員元気に（目的地）で遊園中です。ご安心下さい。」
- 「○○中学校の皆さんは日程一日目を終え全員東京ドームでナイターを観戦中です。」
- 「○○高校修学旅行団は全ての日程を終えて帰路に着きました。」

これは民放のテレビ番組『トリビアの泉』、『秘密のケンミンSHOW』、『嵐にしやがれ』で紹介された。